# 岩井勘六
岩井 勘六（いわい かんろく、1871年10月14日〈明治4年9月1日〉 - 1947年〈昭和22年〉8月6日）は、大日本帝国陸軍軍人。最終階級は陸軍少将。功四級。

## 経歴・人物
山形県で士族の岩井忠直の長男として生まれる。1893年（明治26年）7月陸軍士官学校第4期卒業。
1913年（大正2年）8月に神戸連隊区司令官、1916年（大正5年）1月に陸軍歩兵大佐を経て、同年4月に歩兵第27連隊長（歩兵第14旅団）に任官。シベリア出兵に従軍。
その後、1919年（大正8年）8月に陸軍少将・歩兵第11旅団長、1922年（大正11年）8月に第6師団司令部附を経て、1923年（大正12年）8月に待命、翌月、予備役に編入した。

## 栄典
位階
- 1894年（明治27年）5月1日 - 正八位[6]

勲章等
- 1940年（昭和15年）8月15日 - 紀元二千六百年祝典記念章[7]

## 親族
出典：
- 妻 静（1879年9月生）…秋田県の若林知次の五女
- 長男 忠一（1898年1月生）
- 次男 忠秋（1901年9月生）
- 長女 淑子（1903年8月生）
- 次女 捷子（1906年10月生）…関屋悌蔵（南満州鉄道社員、満州国厚生部次長）に嫁いだ[8]。
- 三女 美智子（1908年10月生）
- 四女 範子（1910年8月生）
- 三男 忠彦（1913年2月生）
- 四男 忠楠（1915年8月生）
- 五男 忠正（翻訳業、1920年 - 2022年）[9]
- 六男 忠熊（歴史学者、1922年 - 2023年）[10]